# Stephen Collins (aktor)
Stephen Weaver Collins (ur. 1 października 1947 w Des Moines) – amerykański aktor, scenarzysta i reżyser telewizyjny, teatralny i filmowy.
Odtwórca roli pastora Erica Camdena w serialu The WB/The CW Siódme niebo (7th Heaven, 1996–2007), za którą w latach 2005–2006 wspólnie z Catherine Hicks był dwukrotnie nominowany do Teen Choice Awards w kategorii jednostki rodzicielskie telewizji. W 2014 jego kariera zakończyła się po przyznaniu się do winy wykorzystywania seksualnego dzieci.

## Życiorys

### Wczesne lata
Urodził się w Des Moines w Iowa jako syn Madeleine (z domu Robertson) i Cyrusa Stickneya Collinsa. Jego rodzina była pochodzenia angielskiego, szkockiego i holenderskie. Dorastał w Hastings-on-Hudson, w hrabstwie Westchester, w stanie Nowy Jork. Ukończył Amherst College w Amherst, w stanie Massachusetts. W latach młodzieńczych grał na gitarze basowej i gitarze rytmicznej w rock and rollowych zespołach Tambourine Charlie & The Four Flat Tires, The Naugahyde Revolution i The Flower & Vegetable Show.

### Kariera
W 1972 zadebiutował na scenie broadwayowskiej w spektaklu Moonchildren, a później wystąpił w sztukach Bez seksu proszę (No Sex Please, We're British, 1973), Hotel Ritz (The Ritz, 1975-76), Ocenzurowane sceny King Konga (Censored Scenes From King Kong, 1980) i Miłości Anatola (The Loves of Anatol, 1985) jako tytułowy bohater. Zagrał także na scenie off-Broadwayu w sztukach: Poza terapią (Beyond Therapy) z Sigourney Weaver i tragedii szekspirowskiej Makbet w reż. Christophera Walkena jako Macduff.
Po raz pierwszy trafił na szklany ekran w programie rozrywkowym CBS Michele Lee zaprasza (The Michele Lee Show, 1974). Po swojej debiutanckiej roli kinowej jako skarbnik kampanii prezydenckiej Richarda Nixona – Hugh W. Sloan Jr. w thrillerze Alana J. Pakuli Wszyscy ludzie prezydenta (All the President's Men, 1976) u boku Dustina Hoffmana i Roberta Redforda, występował gościnnie w wielu popularnych serialach, m.in. ABC Aniołki Charliego (Charlie’s Angels, 1978). Rola drugoplanowa Billy’ego Grenville Jr. w dramacie telewizyjnym Dwie panie Grenville (The Two Mrs. Grenvilles, 1987) z Ann-Margret i Claudette Colbert przyniosła mu nominację do nagrody Emmy.
Zagrał autentyczną postać prezydenta Johna F. Kennedy’ego w telewizyjnym dramacie biograficznym NBC Kobieta o imieniu Jackie (A Woman Named Jackie, 1991) z Romą Downey w roli tytułowej. W 1994 pojawił się jako Ashley Wilkes w produkcji Scarlett, ekranizacji powieści Alexandry Ripley, będącej sequelem do słynnego dzieła Margaret Mitchell Przeminęło z wiatrem. Za rolę prezydenta Benjamina Hathawaya w serialu TNT Wrogie niebo (Falling Skies, 2013) zdobył nominację do Nagrodę Saturna.

## Życie prywatne
3 stycznia 1970 poślubił Marjorie Weinman. W 1978 rozwiedli się. 21 kwietnia 1985 zawarł związek małżeński z aktorką Faye Grant, z którą ma córkę Kate (ur. 1989). 7 maja 2012 doszło do separacji, a 23 stycznia 2015 rozwiedli się. 22 lipca 2019 ożenił się z o 40 lat młodszą urodzoną w Niemczech Jenny Nagel, która była jego fanką.
Jest praktykującym członkiem Kościoła Episkopalnego w USA, praktykuje także medytację transcendentalną.

### Wykorzystywanie seksualne wobec nieletnich
7 października 2014 Collins stał się przedmiotem dochodzenia karnego w Nowym Jorku na podstawie skargi, że molestował kilka nieletnich dziewcząt w 1970 Po opublikowaniu zapisu audio, do którego dotarł serwis TMZ, Stephen Collins przyznał się do molestowania dzieci. Taśma została nagrana podczas sesji terapeutycznej, w której uczestniczył wraz z żoną Faye Grant. To właśnie ona zarejestrowała wypowiedzi aktora i zdecydowała się je upublicznić. W grudniu 2014 w wywiadzie dla magazynu „People” Collins przyznał się do swojego „niewłaściwego zachowania o charakterze seksualnym z trzema nieletnimi kobietami” w 1973, 1982 i 1994.

## Publikacje
- Stephen Collins: Eye Contact. Bantam, 1994. ISBN 978-0553095852.
- Stephen Collins: Double Exposure: A Novel. William Morrow, 1998. ISBN 978-0688158934.